# Oficina per a la Defensa dels Drets Civils i Polítics
L'Oficina per a la Defensa dels Drets Civils i Polítics és un organisme que forma part del Departament de la Vicepresidència del Govern de Catalunya i que té com a finalitat promoure i divulgar la defensa dels drets civils i polítics de la ciutadania de Catalunya. Alguns partits de l'oposició del Parlament de Catalunya opinen que aquesta oficina actúa en favor dels postulats independentistes. El seu director és Adam Majó i Garriga.

## Funcions
Les funcions de l'Oficina són:
- Definir i coordinar les polítiques del Govern relacionades amb els drets civils i polítics i establir-ne els plans d'actuació corresponents conjuntament amb els diferents departaments implicats en aquestes polítiques.
- Planificar, supervisar i fer el seguiment de l'execució de les mesures, iniciatives i actuacions de les diferents unitats del Govern que tenen competències en els àmbits sectorials que s'inclouen en els drets civils i polítics.

## Objectius
L'Oficina té com a objectius principals:
- Donar una resposta, crítica i proactiva, a l'actual situació de desprotecció efectiva a Catalunya, tant en l'àmbit jurídic com en l'administratiu, dels drets civils i polítics individuals i col·lectius recollits en el Pacte internacional.
- Dotar la ciutadania d'un altaveu des del qual comunicar les possibles vulneracions dels drets civils i polítics.
- Difondre quins són els drets civils i polítics, ja que només des del coneixement i el compromís de respectar-los s'enforteixen i consoliden valors com la convivència, la solidaritat i la cohesió social a la nostra societat.